# Golina (gmina w województwie łódzkim)
Golina (do 1870 i od 1921 miasto Golina) – dawna gmina o nieuregulowanym statusie istniejąca w latach 191?-1921 w woj. łódzkim. Siedzibą władz gminy była osada miejska Golina.
Do 30 maja 1870 Golina była miastem i stanowiła odrębną gminę miejską; po odebraniu praw miejskich i przekształceniu w osadę, miejscowość została włączona do gminy Golina (powiat koniński, gubernia kaliska).
Podczas I wojny światowej władze zaborcze przywróciły Golinie samorząd miejski, lecz miejscowość nie została uwzględniona w dekrecie z 4 lutego 1919 o samorządzie miejskim, ani w jego uzupełnieniach. Ponieważ Golina nie wróciła do kategorii osad i nadal rządziła się ustawą okupacyjną, stanowiła jednostkę o nieuregulowanym statusie. Jako gmina nie-miejska jednostka formalnie przestała funkcjonować z dniem 1 sierpnia 1921 roku w związku z zaliczeniem Goliny do miast (gmin miejskich).